# Solutréen
Das Solutréen (Aussprache [zolytreˈɛ̃ː]) ist eine archäologische Kultur des Jungpaläolithikums, die während des letzten Kältemaximums der Weichseleiszeit von etwa 22.000 bis 18.000 BP in Westeuropa verbreitet war. Der namengebende Fundort befindet sich bei Solutré-Pouilly, nahe Mâcon im Département Saône-et-Loire (Burgund, Frankreich). Der Fundplatz liegt unterhalb eines markanten Felsens, der aus einem tektonisch schräg gestellten fossilen Korallenriff besteht und weithin als Geländepunkt sichtbar ist.
Die Ausgrabungen in Solutré wurden kurz nach der Entdeckung erster Funde im Jahr 1866 begonnen. Die ersten Grabungen wurden von den französischen Geologen Henry Testot-Ferry und Adrien Arcelin durchgeführt. Als Kulturstufe des Paläolithikums wurde das Solutréen erstmals 1869 von Gabriel de Mortillet verwendet.

## Zeitliche Einordnung und regionale Verbreitung
Die zeitlich relativ kurze Epoche des Solutréens folgt ab zirka 21.000 Jahren BP recht abrupt auf das Gravettien, ohne dass sich ein langsamer und kontinuierlicher Übergang erkennen ließe.
Früheste Fundschichten und datierbare Felsbilder des Solutréens liegen im Ardèche-Tal und vor allem im Périgord (Frankreich), seinem Hauptverbreitungsgebiet. Darüber hinaus war es in Kantabrien (Nordspanien) sowie an der spanischen Mittelmeerküste (nahe Valencia) und in Portugal verbreitet. Obwohl früher auch weiter östlich gelegene Fundstellen mit Blattspitzen dem Solutréen zugeschrieben wurden, gilt es heute als auf Westeuropa beschränkt. Lediglich für die in der Eifel gelegene Magdalenahöhle wird eine kurze Besiedlung des Solutréens diskutiert.
Unter unklaren Umständen verschwindet das Solutréen gegen 17.500 Jahren BP ebenso plötzlich wieder wie es aufgetaucht war. Als nachfolgende Kultur etabliert sich das Magdalénien, das dem Oberen Jungpaläolithikum zugehört und in den Zeitraum von 18.000–12.000 v. Chr. datiert. Es wird seinerseits vom Azilien (Federmesser-Gruppen) abgelöst.

## Klima und Tierwelt

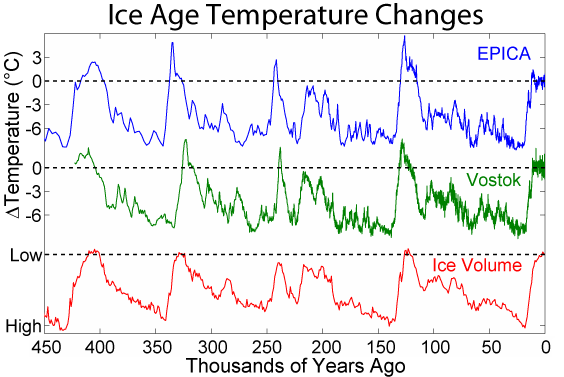
Die Kurven zeigen den Wechsel der antarktischen Temperaturen in den Eisbohrkernen (blau =EPICA = European Project for Ice Coring in Antarctica) während der letzten Eiszeitalter im Vergleich zu den Veränderungen in der Ausdehnung der Polkappen (rot = Eisvolumen). Vostock (= grün) nimmt Bezug auf die Messungen in der Wostok-Station.

Klimatisch fällt das Solutréen noch in den kältesten Abschnitt (Würm III) der Würm-Eiszeit. Das Untere und das Obere Solutréen waren sehr kalt und trocken. Im Mittleren Solutréen herrschten die etwas gemäßigteren und feuchteren Bedingungen des Laugerie-Interstadials, im abschließenden Solutréen die des Lascaux-Interstadials.
Die Fauna wurde eindeutig vom Rentier beherrscht, später gesellten sich Rind, Hirsch, Steinbock, Wolf, Mammut und das Solutré-Pferd hinzu.

## Funde
Typisch für das Solutréen sind Gegenstände, die durch Abschlagen dünner Lamellen aus Feuerstein hergestellt wurden. Charakteristisch sind die mittels einer neuartigen Drucktechnik flächenretuschierten Blatt- und Kerbspitzen, wovon ein Depot von etwa 20.000 Jahre alten Blattspitzen in Volgu (nahe Digoin) gefunden wurde. Die im Musée Dénon in Chalon-sur-Saône ausgestellten, bis zu 40 cm großen, hauchdünnen (fünf bis sechs Millimeter dicken) Spitzen zählen zu den eindrucksvollsten Steingeräten des gesamten europäischen Paläolithikums. Natürlich blieben auch viele Geräte aus dem Aurignacien weiterhin in Gebrauch, insbesondere Schaber. Seltener finden sich Stichel, Rückenmesser und Bohrer – ebenfalls oft mit Rand- und Flächenretuschen versehen.

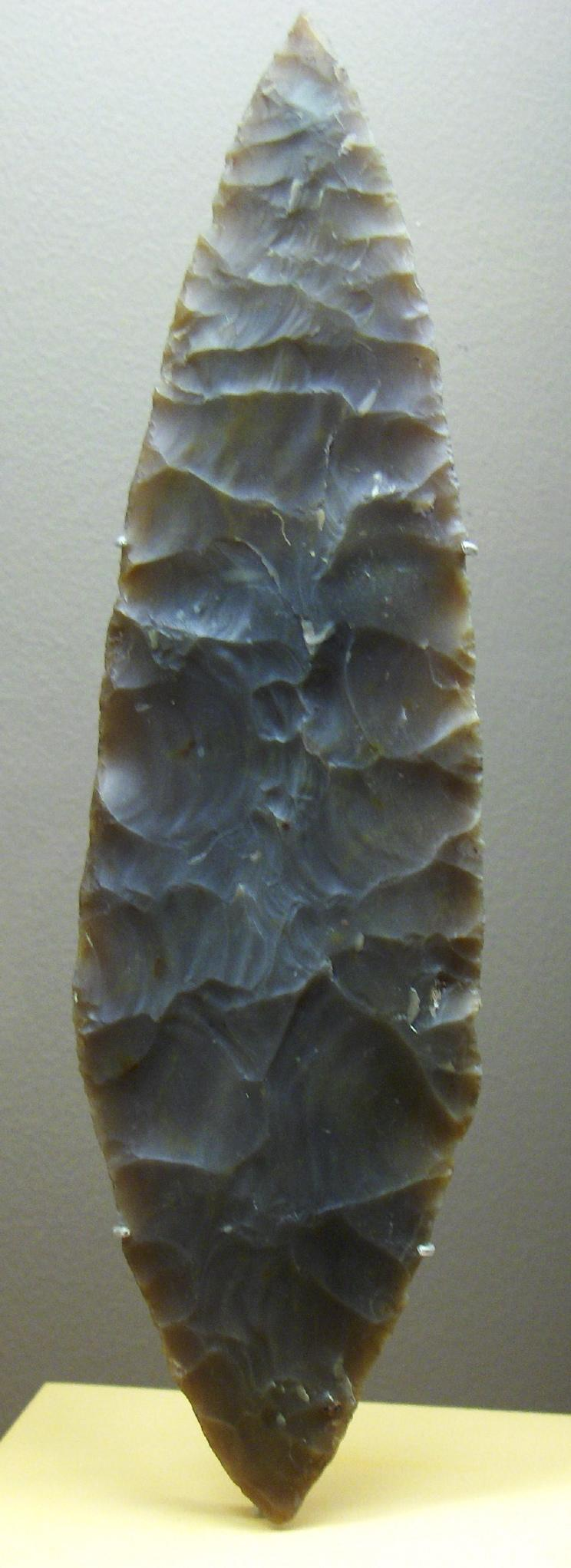
Blattspitze des Solutréens
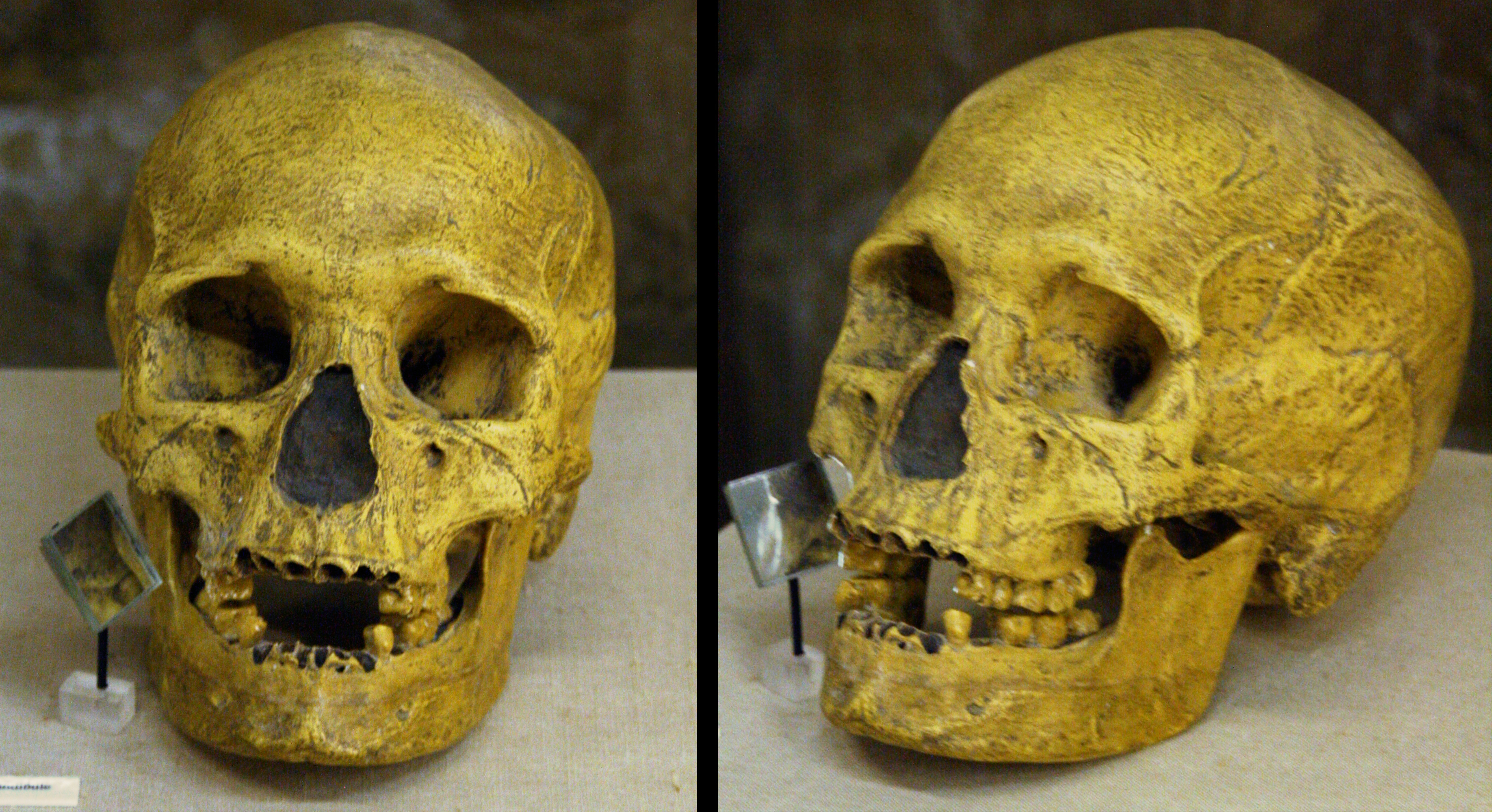
Schädel einer Frau aus dem Solutréen, datiert auf 20.600 BP, gefunden im Abri Pataud, Département Dordogne (Frankreich).

In Frankreich lässt sich eine Vierteilung in Unteres Solutréen, Mittleres Solutréen, Oberes Solutréen und End-Solutréen (franz. Solutréen final) anhand des Fundinventars vornehmen. An einigen Fundplätzen wird ein Proto-Solutréen vorangestellt. Leittypen der Substufen sind folgende Projektilspitzen:
- Proto-Solutréen: unregelmäßige, nur recht wenig retuschierte Blattspitzen
- Unteres Solutréen: einfache, glatt gearbeitete Doppelspitzen
- Mittleres Solutréen: doppelseitig retuschierte Lorbeer- und Weidenblattspitzen
- Oberes und End-Solutréen: Kerbspitzen, die leichter aufgesetzt werden konnten

Geschossspitzen für Wurfspeere und Weiteres wurden aus Geweih oder Knochen hergestellt.
Mit dem Niedergang der Kulturstufe des Solutréens verschwanden auch die für sie typischen, hervorragend gefertigten Blattspitzen, um dann später im Neolithikum als Pfeilspitzen und in der Kupferzeit beispielsweise als Dolche des dynastischen Ägyptens wieder aufzutauchen.

## Entdeckungen und Erfindungen

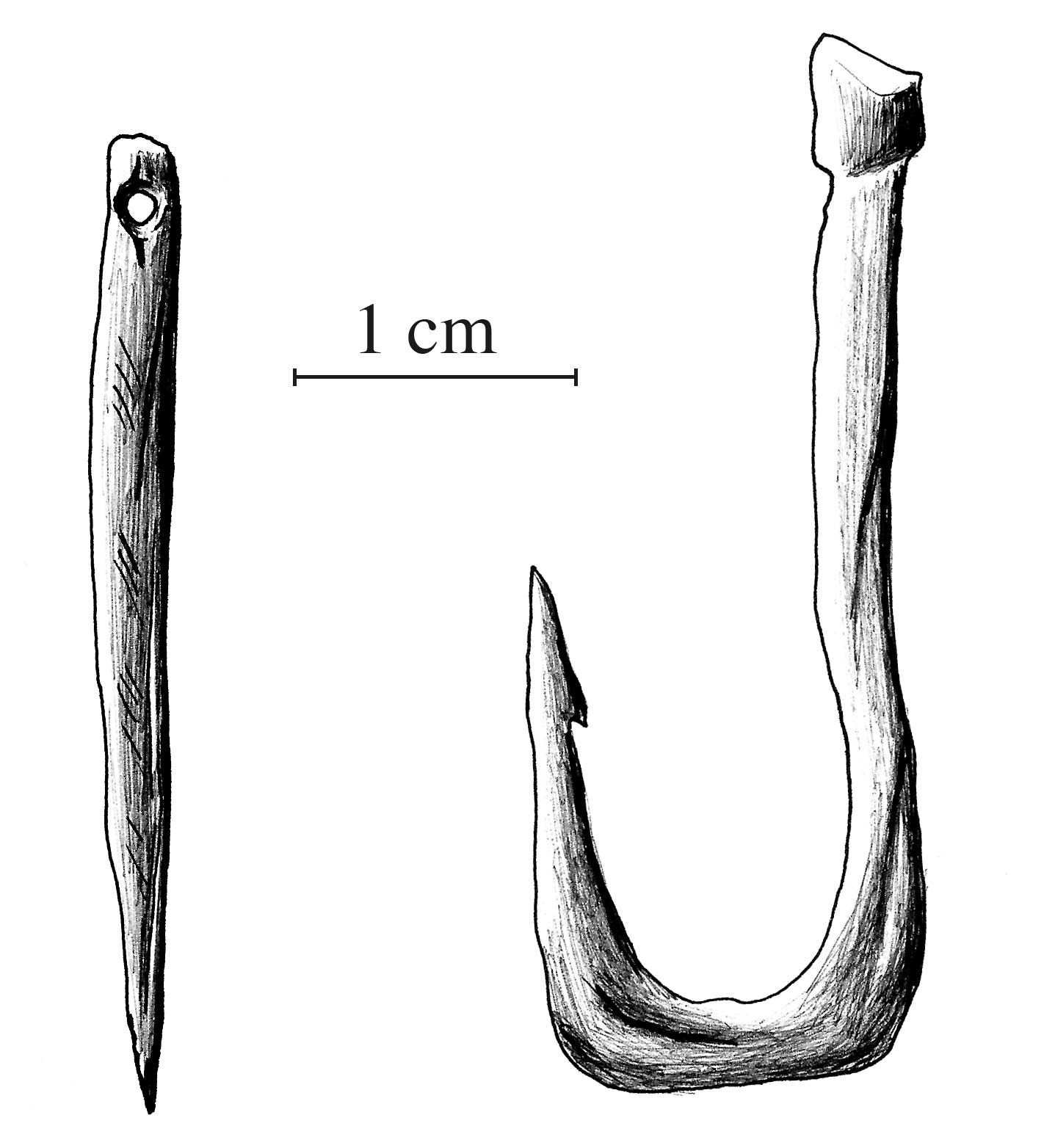
Die Menschen des Solutréens nutzten als erste Nadeln

Die Erfindung der aus Knochen hergestellten Nadeln mit Öhr im Oberen Solutréen erleichterte das Nähen der (Fell-)Bekleidung. Auch treten erstmals Lochstäbe auf.
Es erschienen bis zu 18 × 9 Meter große Feuerstellen, auf denen mehrere Tiere gleichzeitig gebraten werden konnten. Fast alle angetroffenen  Knochen sind zur Gewinnung des Knochenmarks aufgeschlagen worden. An der Typlokalität bei Solutré-Pouilly fand man an einem steilen Berghang zahlreiche Knochen von Wildpferden, die durch Ausfällung von Kalk in Verbindung mit Wasser und Sediment zu sogenanntem Pferdemagma (frz. Magma de cheval) verbacken sind. Die konglomeratartige Masse bedeckt dort eine mehr als einen Hektar große Fläche und erreicht Dicken von bis zu einem Meter. Man geht deshalb davon aus, dass dort mehrere 10.000 Wildpferde erlegt wurden.
Am Fourneau du Diable bei Bourdeilles (Dordogne) fand sich eine von Steinen umringte viereckige Hütte und ein Bouchon d’outre-Verschluss für einen flexiblen Biobehälter.

## Kunstwerke
Weit vom Eingang entfernte Höhlenbereiche wurden erkundet, was sich etwa an Felszeichnungen und Reliefs von Tieren zeigt. Auch Kleinkunst findet sich: gravierte Knochen, bemalte Steinplättchen mit Figuren und Ohrgehänge, weisen auf ein entwickeltes Kunstverständnis hin. Es fehlen allerdings fast vollständig Vollplastiken.
Gearbeitete Tierreliefs stammen vom Roc de Sers (Charente) und vom Fourneau du Diable. Als recht seltene Tierdarstellungen fungieren Moschusochse und Großkatzen.

## Fundstätten
Frankreich
- Grotte de la Tête du Lion (Höhle) – Ardèche
- Fourneau du Diable (Abri) – Dordogne
- Gorge d’Enfer (Höhle) – Dordogne
- Grotte Chabot (Höhle) – Gard
- Grotte du Placard – Charente
- Cosquer-Höhle (bei Marseille)
- Höhle von Cussac – Dordogne
- Höhle von Isturitz – Pyrénées-Atlantiques
- Lascaux – Dordogne
- Jeans-Blancs (Abri) – Dordogne
- La Grèze (Höhle) – Dordogne
- La Mouthe – Dordogne
- Laugerie-Haute – Dordogne. Enthält das vollständigste Profil des Solutréen.
- Laussel – Dordogne
- Pataud (Abri) – Dordogne
- Roc de Sers – Charente
- Solutré-Pouilly – Saône-et-Loire Typlokalität.
- Volgu – Saône-et-Loire

Spanien
- Chufin (Höhle) – Santander
- El Castillo (Höhle) – Kantabrien
- Parpalló (Höhle) – Valencia